# 樺岡站

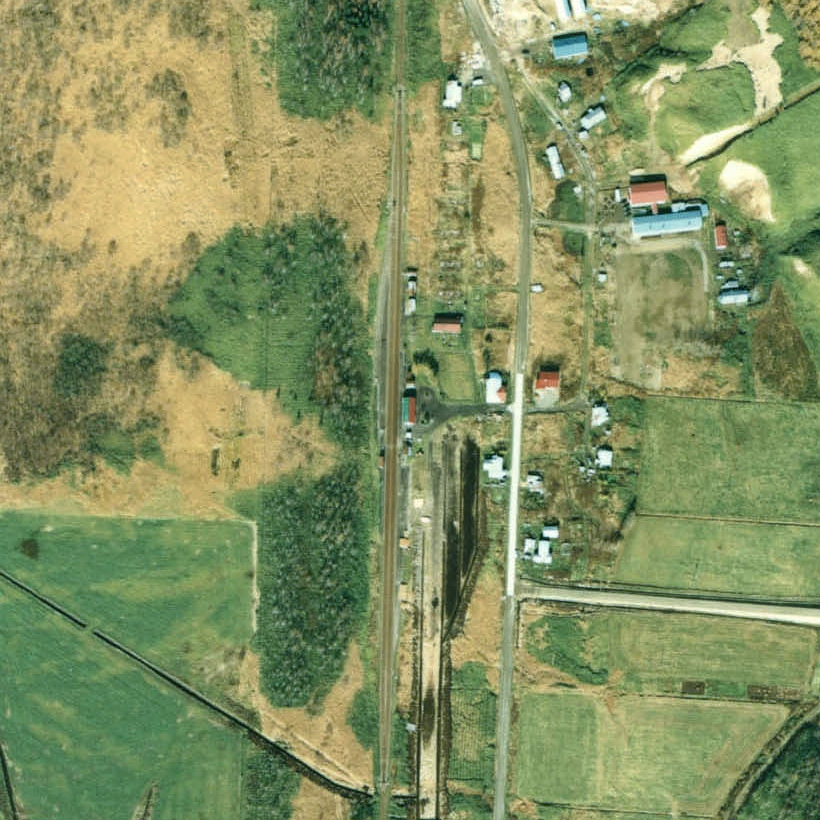
1977年的樺岡站與方圓約500米範圍。上方為南稚內方向，當時設有2面2線的相對式月台。在貨物和行李起卸業務廢除後，車站大樓旁邊的引込線也撤走。車站後方的副本線是靠近南稚內一的引込線。車站的堆場變回原況。

樺岡站（日语：／ Kabaoka  eki */?）是位於北海道稚內市大字聲問村字樺岡，北海道旅客鐵道（JR北海道）的天北線車站（廢站）。隨著天北線廢線，車站在1989年（平成元年）5月1日廢除。

## 歷史
- 1922年（大正11年）11月1日 - 鐵道省宗谷本線鬼志別站至稚內站（現時：南稚內站）之間開通（宗谷本線全線開通），此站啟用[3]。一般車站[1]。
- 1930年（昭和5年）4月1日 - 音威子府站至稚內站之間的路段改名為北見線，成為北見線車站。
- 1949年（昭和24年）6月1日 - 日本國有鐵道成立，成為日本國有鐵道車站。
- 1961年（昭和36年）4月1日 - 路線改名為天北線，成為天北線車站。
- 1973年（昭和48年）9月17日 - 結束前處理貨物和行李[4]。同時停止售票和檢票業務，車站客運業務無人化[5]（成為簡易委託車站）化。但是，運輸要員仍然繼續當值。
- 1986年（昭和61年）11月1日 - 撒走交會設備。同時取消閉塞，完全成為無人車站。
- 1987年（昭和62年）4月1日 - 伴隨國鐵分割民營化，車站由北海道旅客鐵道（JR北海道）營運[1]。
- 1989年（平成元年）5月1日 - 天北線全線廢除，此站也廢除[1]。

## 車站構造
截至車站廢除前，車站是一座地面車站，設有1面1線的單式月台。曾經設有2面2線的相對式月台，由時可進行列車交會。車站大樓一方的月台中央部分與對面月台北邊之間設有站內平交道。車站大樓一方（東邊）的上行月台為1號月台，對面下行月台為2號月台。2號月台南稚內一方至對面月台前設有一條側線。
此站是無人車站（簡易委託車站）。在有人車站時代還保留了一座木製車站大樓。車站大樓位於站內東邊，連接月台中央。截至1983年（昭和58年），月台上設有植種了500朵紫藤花的花壇。在8月，花壇上的花會盛開。

## 站名的由來
車站名稱取自所在的地名「字樺岡」。

## 利用狀況
在1981年度（昭和56年度）的1日上下車人次不詳。但是實際上有數名前往稚內的高校生和通勤者，也有一些長者前往醫院時會使用此站。

## 車站周邊
車站附近為一大片奶牛場。在遠離奶牛場處會到達一個非常少人居住的村落。舊站前周邊設有已關校的樺岡小中學校遺址與巴士站。
- 北海道道121號稚內幌延線（日语：北海道道121号稚内幌延線）
- 聲問川
- 宗谷巴士（日语：宗谷バス）「樺岡」巴士站（2020年3月31日路綫取消）

## 現況

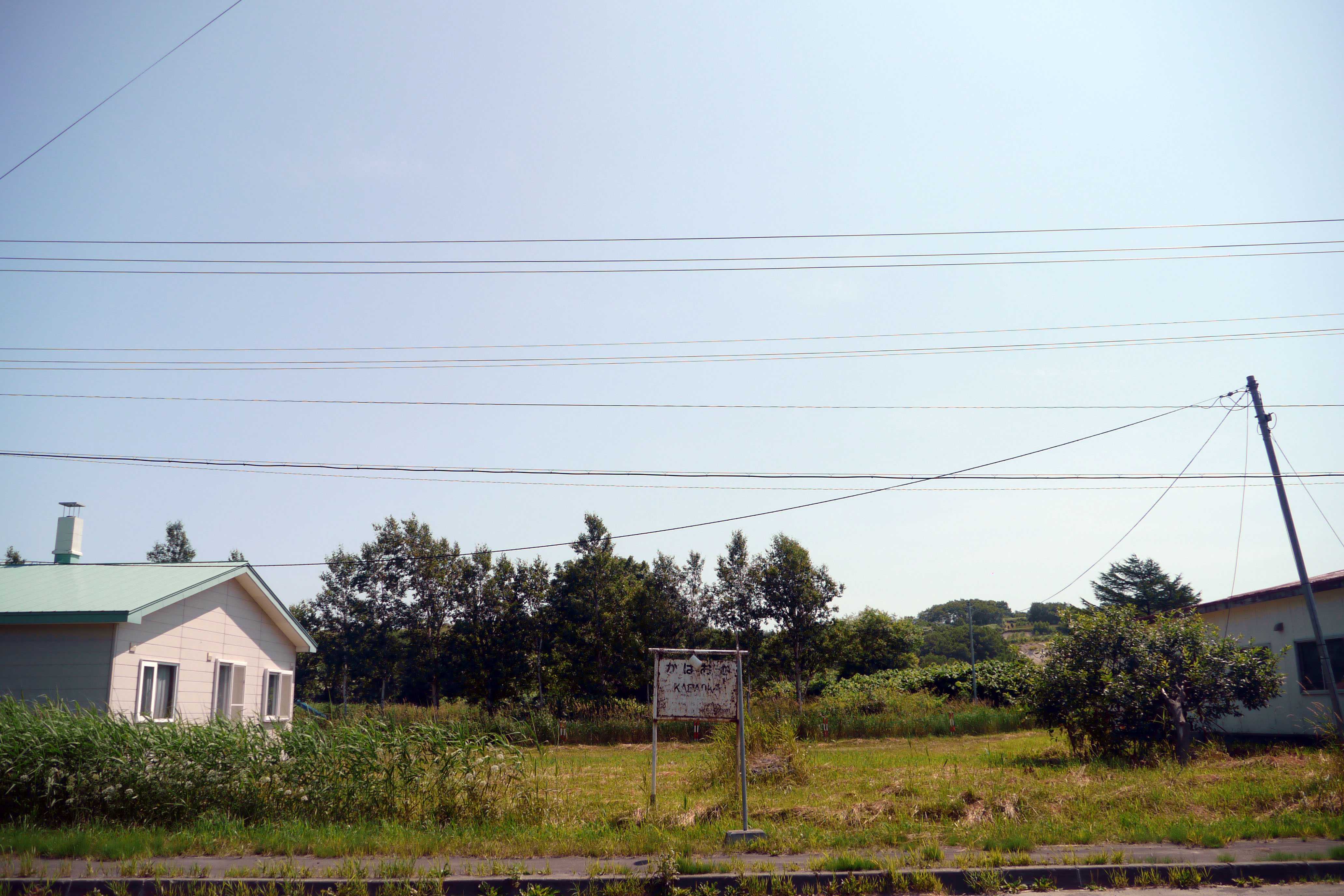
樺岡站遺址（2011年8月4日）

截至2011年（平成23年），車站遺址設有當時的站名牌。該站名牌應該被遷移了。該站名牌是由於建設道路而遷移。樺岡設有天北線的巴士站。現時，車站遺址變成一處荒野。

## 相鄰車站
北海道旅客鐵道（JR北海道）
天北線
沼川－樺岡－惠北

## 注腳
1. 1 2 3 4 5  石野哲（編）. . JTB. 1998: 907. ISBN 978-4-533-02980-6 （日语）.
2. ↑  1967年撮影航空写真（日語）（國土地理院 地圖，航空寫真參閱服務）的圖片中看不到貨物，在1947年的圖片中也不能看見。
3. ↑  《官報》 1922年10月27日　鉄道省告示第144号 （页面存档备份，存于）（國立國會圖書館數碼化收藏）
4. ↑  . 官報. 1972-09-14 （日语）.
5. ↑  . 鐵道公報 (日本國有鐵道總裁室文書課). 1973-09-14: 4 （日语）.
6. 1 2 3 4 5 6  書籍《国鉄全線各駅停車1 北海道690駅》（小學館，1983年7月發行）191頁。
7. 1 2  書籍《北海道の鉄道廃線跡》（著：本久公洋，北海道新聞社，2011年9月發行）251頁。